# Силва Баселар, Дуглас
Дуглас Силва Баселар (порт.-браз. Douglas Silva Bacelar; 4 апреля 1990, Сан-Паулу, Бразилия) — бразильский футболист, защитник клуба «Аваи».

## Карьера
Дуглас Силва Баселар — воспитанник футбольной академии «Жувентуде». В 2008 году подписал профессиональный контракт и за два года выходил на поле в составе Жувентуде в 24 матчах. В 2010 году перешёл в Америка из Натала, но вскоре перешёл в «Васко да Гама».
В 2013 году талантливый защитник получил предложение от клуба «Днепр» из города Днепр. Баселар дебютировал в официальных матчах за «Днепр» в ответном матче 1/16 финала Лиги Европы с швейцарским «Базелем». Летом 2016 года разорвал контракт с клубом.
В августе 2016 года подписал двухлетний контракт с бразильским «Сан-Паулу». До конца года Дуглас появился на поле только один раз, хотя регулярно включался в заявку на матчи.
В сентябре 2017 на правах аренды перешёл в «Шапекоэнсе».

## Достижения

### Командные
«Америка» (Натал)
- Обладатель Кубка Бразилии: 2011

«Днепр»
- Вице-чемпион Украины: 2013/14
- Бронзовый призёр чемпионата Украины (2): 2014/15, 2015/16
- Финалист Лиги Европы УЕФА: 2014/15

### Личные
- Входит в состав символической сборной года Лиги Европы УЕФА: 2014/15[4]